# Quartier asiatique (Paris)

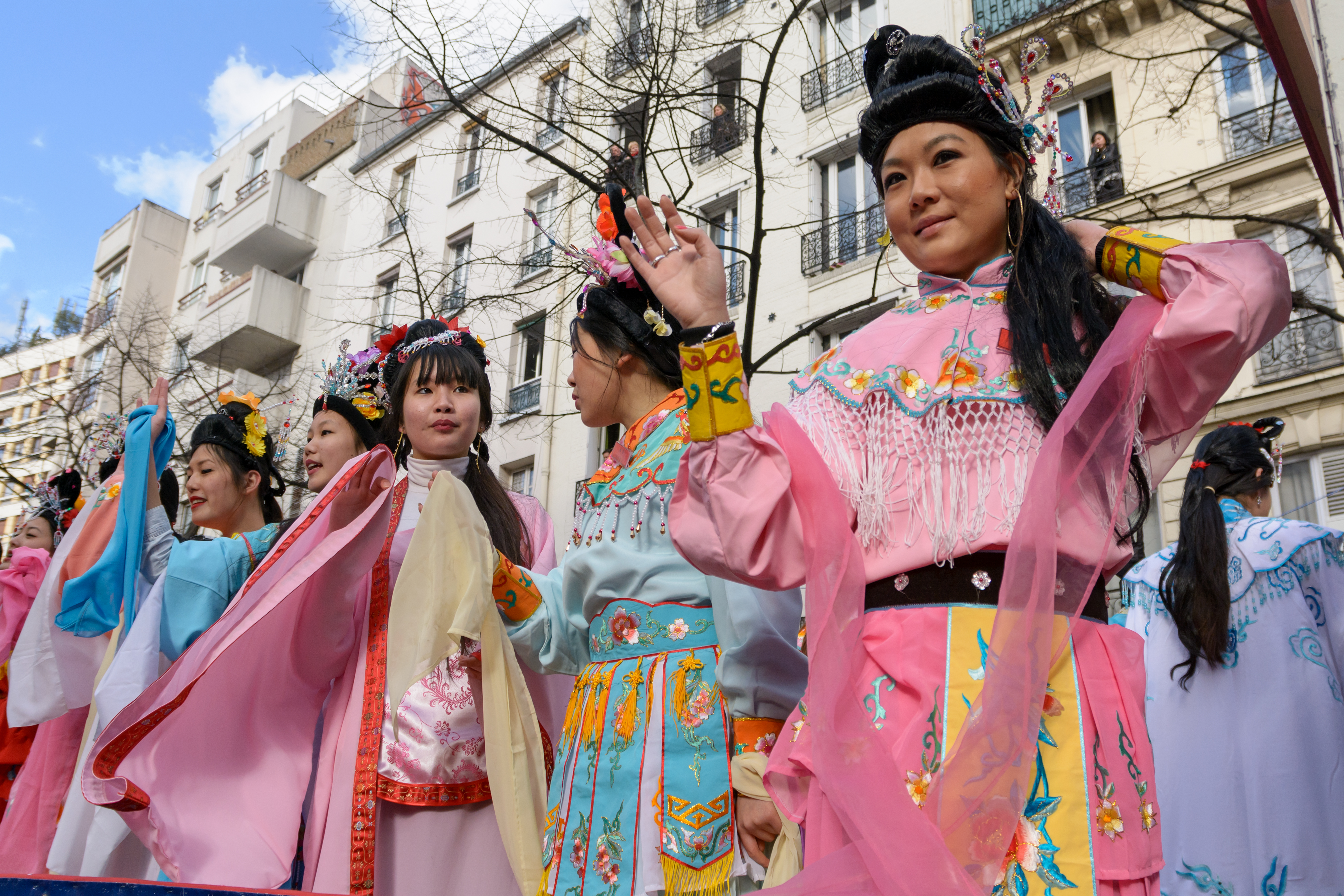
Chinesisches Neujahrsfest 2015

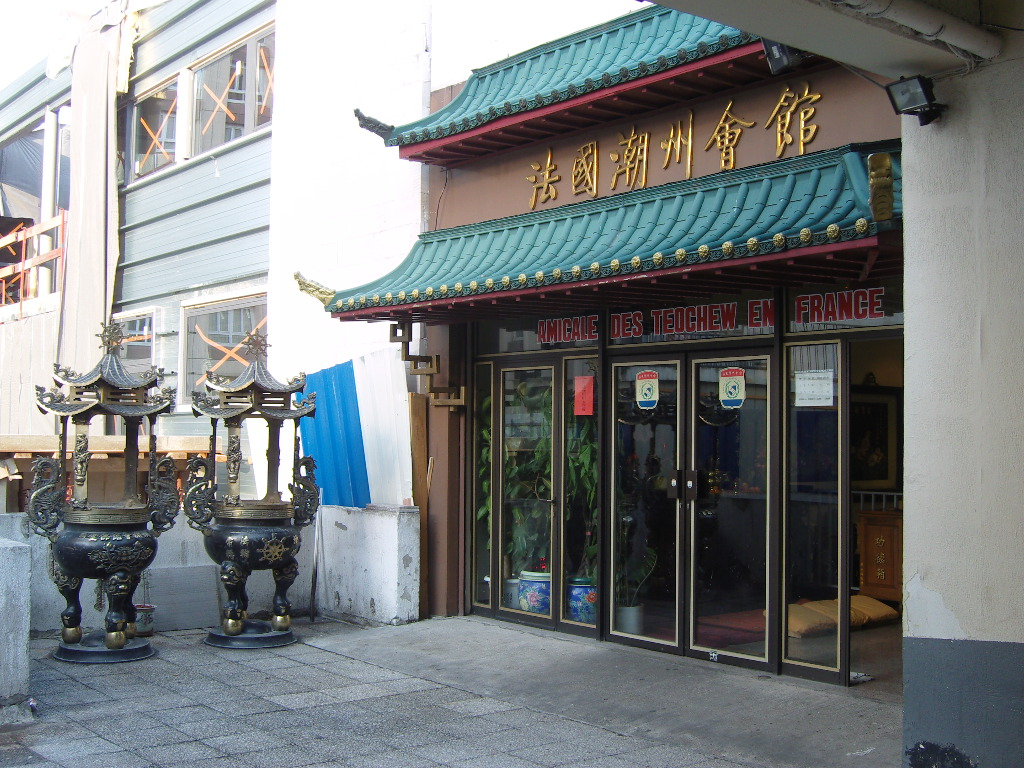
Buddhistischer Tempel

Das Quartier asiatique (deutsch asiatisches Viertel) bzw. Quartier des Olympiades liegt im 13. Arrondissement der französischen Hauptstadt Paris zwischen der Avenue d’Ivry und der Avenue de Choisy, südlich der Rue de Tolbiac.
In der größten Chinatown Europas leben Migranten aus Vietnam, China, Laos und Kambodscha sowie Chinesen aus Französisch-Polynesien und Französisch-Guayana und Vietnamesen aus Neukaledonien.
Insgesamt leben in der „Asiatown von Paris“ über 200.000 Asiaten (Stand 2004).

## Geschichte
Im September 1914 wurde deutlich, dass der Erste Weltkrieg, namentlich in Flandern, lang und kostspielig werden würde. Daher zogen die alliierten Mächte zur Unterstützung sowohl Arbeiter als auch Soldaten aus ihren Kolonien heran.
Die britische Armee schuf ein Labour Corps mit freiwilligen Zivilisten; es umfasste 100.000 Ägypter, 21.000 Inder und 20.000 Südafrikaner (Westfront und Nahost zusammengezählt). Im Mai 1916 wurde ein bilaterales Abkommen zwischen Frankreich und dem Vereinigten Königreich einerseits und China andererseits abgeschlossen, das den Weg für chinesische Arbeiter freimachte, nach Frankreich zu kommen und unter Aufsicht der Alliierten zu arbeiten.
Die Chinesen kamen vor allem aus den Provinzen Shandong und Jilin. Frankreich holte auch Arbeiter aus Indochina (französische Kolonie seit 1885).
Die Arbeit in Europa war Ausbeutung – die Briten zahlten ihnen einen Franc für zehn Stunden Arbeit – und die Kommunikation war schwierig.
Die meisten der Chinesen, die nach dem Ersten Weltkrieg nicht nach China zurückkehrten, arbeiteten in Fabriken um Paris herum und waren die Gründungsväter dessen, was später Paris’ Chinatown werden sollte.
Der Großteil der Bewohner kam aber erst in den 1970er-Jahren ins Land, als vor allem Angehörige der chinesischen Minderheit vor der Instabilität in Südostasien flohen (Vietnamkrieg, Chinesisch-vietnamesischer Krieg, Herrschaft der Roten Khmer in Kambodscha). Diese siedelten sich vor allem in den neu erbauten Wohnblocks im Süden des 13. Arrondissements an, so dass das Gebiet allmählich eine asiatische Bevölkerungsmehrheit bekam und eine entsprechende Infrastruktur entstand.